# Antolín Alcaraz
Antolín Alcaraz Viveros, paragvajski nogometaš, * 30. julij 1982, San Roque González, Paragvaj.
Alcaraz igra na položaju centralnega branilca za paragvajskega prvoligaša Olimpio in je nekdanji član paragvajske reprezentance.

## Klubska kariera
Potem ko je začel z amaterskim igranjem nogometa v svoji domovini, se je 19-letni Alcaraz preselil v Argentino in podpisal pogodbo s klubom Racing Club de Avellaneda, pri katerem pa ni dobival priložnosti. Poleti 2002 je prestopil v Italijo k Fiorentini. Ko je klub iz Firenc doletel bankrot in nazadovanje v četrto ligo, je Alcaraz odšel na preizkušnjo h klubu U.S. Città di Palermo, a se je naposled pridružil portugalski ekipi S.C. Beira-Mar.
Po sedmih nastopih v polovici sezone 2002/03 se je Alcaraz le prebil v ospredje in se ustalil kot standardni član začetne enajsterice. Sčasoma je prevzel tudi kapetanski trak in v sezoni 2005/06 je klub iz Aveira popeljal nazaj v prvo portugalsko divizijo. V tisti sezoni je zaigral na 31 tekmah.
30. aprila 2007 je podpisal pogodbo z belgijskim moštvom Club Brugge.  Po vnovični slabši uvodni sezoni se je tudi v Belgiji uveljavil in postal član začetne enajsterice. S klubom se je v belgijskem prvenstvu dvakrat uvrstil na tretje mesto in enkrat na drugo mesto.
14. maja 2010 je nato sledila selitev na otok, ob nerazkriti odškodnini so ga v svoje moštvo zvabili pri prvoligašu Wigan Athletic.  Njegova pogodba z belgijsko ekipo bi se sicer tako ali tako iztekla konec junija 2010. 
2. avgusta 2015 je podpisal enoletno pogodbo s španskim prvoligašem Las Palmas z možnostjo podaljšanja še za eno leto.

## Reprezentančna kariera
Novembra 2008 je tedaj 26-letni Alcaraz doživel prvi vpoklic v paragvajsko reprezentanco.  Selektor Gerardo Martino ga je maja 2010 uvrstil med potnike na Svetovno prvenstvo in ga celo posadil v začetno enajsterico za tekmo proti reprezentanci Italije. Alcaraz je proti Italijanom v svoji komaj 7. reprezentančni tekmi dosegel svoj prvi zadetek v državnem dresu, mrežo Gianluigija Buffona je zatresel v 39. minuti po prostem strelu z desne strani. Tekma se je naposled končala z neodločenim izidom 1-1. 

## Statistika

### Klubska statistika
| 2000/01 | Teniente Farina | Paragvaj    |                              | ?  | ? |        |  |  |  |     |    |
| 2001/02 | Racing Club     | Argentina   | Argentinska Primera División | 0  | 0 |        |  |  |  |     |    |
| 2002/03 | Fiorentina      | Italija     | Lega Pro Seconda Divisione   | 0  | 0 |        |  |  |  |     |    |
| 2002/03 | Beira-Mar       | Portugalska | Portugalska liga             | 7  | 0 |        |  |  |  |     |    |
| 2003/04 | Beira-Mar       | Portugalska | Portugalska liga             | 24 | 2 |        |  |  |  |     |    |
| 2004/05 | Beira-Mar       | Portugalska | Portugalska liga             | 24 | 1 |        |  |  |  |     |    |
| 2005/06 | Beira-Mar       | Portugalska | Liga de Honra (2. divizija)  | 31 | 0 |        |  |  |  |     |    |
| 2006/07 | Beira-Mar       | Portugalska | Portugalska liga             | 23 | 3 |        |  |  |  |     |    |
| 2007/08 | Club Brugge     | Belgija     | Belgijska liga               | 10 | 1 |        |  |  |  |     |    |
| 2008/09 | Club Brugge     | Belgija     | Belgijska liga               | 29 | 3 |        |  |  |  |     |    |
| 2009/10 | Club Brugge     | Belgija     | Belgijska liga               | 29 | 1 |        |  |  |  |     |    |
| 2010/11 | Wigan Athletic  | Anglija     | Premier League               | 34 | 1 | Skupaj |  |  |  | 211 | 12 |

### Reprezentančni zadetki
| #  | Datum          | Prizorišče                 | Nasprotnik | Zadel za | Končni izid | Tekmovanje                    |
| -- | -------------- | -------------------------- | ---------- | -------- | ----------- | ----------------------------- |
| 1. | 14. junij 2010 | Cape Town, JAR             | Italija    | 1-0      | 1-1         | Svetovno prvenstvo, skupina F |
| 2. | 13. julij 2011 | Cuidad de Salta, Argentina | Venezuela  | 1-1      | 3-3         | Copa América 2011, skupina B  |

## Zasebno življenje
Alcaraz se je 30. julija 2007 poročil s svojo argentinsko partnerko Evangelino. 10. novambra 2008 se jima je rodil prvi otrok, sin Valentino.